# Região Geográfica Imediata de Camocim
A Região Geográfica Imediata de Camocim é uma das dezoito regiões imediatas do estado brasileiro do Ceará, e uma das quatro regiões imediatas que compõem a Região Geográfica Intermediária de Sobral e uma das 509 regiões imediatas no Brasil, criadas pelo IBGE em 2017.
É composta por quatro municípios, sendo que o mais populoso é Camocim.

## Municípios
- Barroquinha
- Camocim
- Chaval
- Granja